# J.A.A. van Doorn

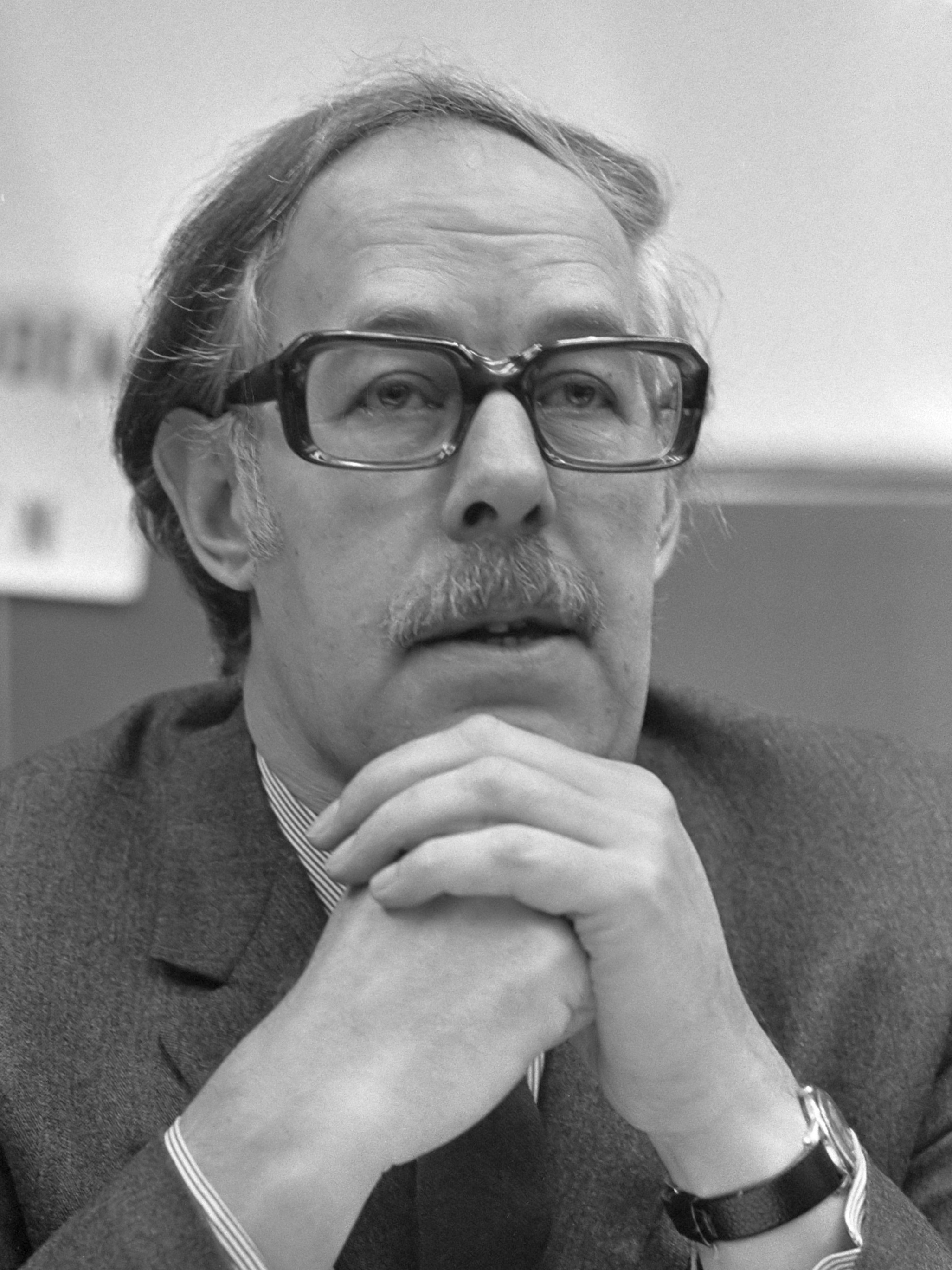
Jacques van Doorn (1974)

Jacobus Adrianus Antonius (Jacques) van Doorn (Maastricht, 5 maart 1925 – Sint Geertruid, 14 mei 2008) was een invloedrijk Nederlandse socioloog, publicist, columnist en hoogleraar. Als columnist was hij verbonden aan NRC Handelsblad, HP/De Tijd en Trouw.

## Levensloop
Na het eindexamen HBS in Maastricht, studeerde Van Doorn sociale geografie aan de Universiteit van Amsterdam, waar hij in 1951 afstudeerde. Tussendoor had hij van 1947 tot begin 1950 zijn dienstplicht vervuld in het toenmalige Nederlandse-Indië. In 1956 promoveerde hij op een historische studie over de ontwikkeling van het leger.
In 1958 werd Van Doorn aan de Universiteit Leiden aangesteld als hoogleraar. Hiernaast werkt hij bij het Instituut voor Sociaal Onderzoek van het Nederlandse Volk (ISONEVO), waar Henny Langeveld een van zijn medewerkers was. In 1960 kreeg hij een aanstelling aan de Nederlandse Economische Hogeschool (vanaf 1973 Erasmus Universiteit), waar hij ruim 25 jaar hoogleraar sociologie was. In 1964 werd hij in Leiden opgevolgd door Cor Lammers. Naast zijn aanstelling in Rotterdam was hij tevens buitengewoon hoogleraar aan de Koninklijke Militaire Academie in Breda. Onder zijn promovendi zijn onder andere Heinz Alfred Becker (1933), hoogleraar Sociologie in Utrecht, Ger Teitler, hoogleraar militaire geschiedenis, en Bram Peper.
Na zijn vertrek aan de Erasmus Universiteit in 1987 was hij jaren als columnist verbonden aan NRC Handelsblad. Van Doorn overleed na een kort ziekbed op 83-jarige leeftijd. Een week voor zijn overlijden had hij te kennen gegeven vanwege zijn ziekte te stoppen met de column die hij wekelijks voor de zaterdageditie van Trouw schreef.

## Werk

### Sociologie
Van Doorn was een van de grondleggers van de Nederlandse sociologie, en een centrale figuur in de naoorlogse sociologie in Nederland. Zijn proefschrift was een inspiratie en stimulans voor drie specialismes:
- De sociologie van de organisatie,
- de industriele sociologie, en
- de militaire sociologie

Verder legde Van Doorn ook de basis voor de beleidssociologie.
Samen met Cor Lammers schreef Van Doorn het in 1959 verschenen boek Moderne Sociologie, dat jarenlang gold als standaardwerk.

### Van Doorn en 'onbetamelijkheden'
Van Doorn stopte in 1990 als columnist bij NRC Handelsblad, nadat hoofdredacteur Ben Knapen hem had beticht van 'onbetamelijkheden'. Van Doorn gebruikte de zinsnede "'de' joodse journalisten", waar hij had 'moeten' schrijven "'joodse journalisten'". Knapen vond dit 'onbetamelijk'. Daarop begon Van Doorn een column in HP/De Tijd, oorspronkelijk met als titel "Betamelijkheden".
Vijftien jaar later gaf Folkert Jensma, de volgende hoofdredacteur van NRC Handelsblad, toe dat NRC Handelsblad onjuist had gehandeld.

### Duits socialisme
In zijn in 2007 gepubliceerde gelijknamige boek kwam van Doorn tot de conclusie dat het nationaal socialisme ook een vorm van socialisme was.
Onze conclusie luidt dat het nationaal-socialisme kan worden opgevat als een vorm van Duits socialisme.
De ideologie behelsde méér dan dat, in feite een mengelmoes van de meest uiteenlopende en soms zelfs tegenstrijdige politieke en maatschappelijke noties. Maar het was óók socialisme— J.A.A van Doorn (Duits socialisme blz. 29/30)

## Publicaties, een selectie
- 1954. De proletarische achterhoede. Een sociologische critiek. Meppel : Boom
- 1959. Moderne Sociologie. Met Cor Lammers. Utrecht : Het Spectrum
- 1964. Beeld en betekenis van de Nederlandse sociologie. Utrecht : Bijleveld.
- 1971. Marketing maatschappelijk. Met H.A. van Stiphout en A. van der Zwan. Rotterdam : Universitaire Pers Rotterdam
- 1973. Met man en macht. Sociologische studies over maatschappelijke mobilisatie. Meppel : Boom
- 1978: De stagnerende verzorgingsstaat. Met C.J.M. Schuyt: Boom
- 1986. De geconstrueerde samenleving : vormen en gevolgen van classificerend beleid. Met Jos de Beus. Meppel : Boom
- 1988. Rede en Macht. Een inleiding tot beleidswetenschappelijk inzicht. 's Gravenhage : Vuga
- 1989. De ideologische driehoek. Nederlandse politiek in historisch perspectief. Met Jos de Beus en Piet de Rooy.
- 1994. De laatste eeuw van Indië. Ontwikkeling en ondergang van een koloniaal project. B. Bakker
- 1996. De draagbare Van Doorn. Met Gerry van der List. Amsterdam : Prometheus
- 2002. Gevangen in de tijd. Over generaties en hun geschiedenis. Amsterdam : Boom
- 2007. Duits socialisme. Het falen van de sociaal-democratie en de triomf van het nationaal-socialisme. Amsterdam : Mets & Schilt
- 2009. Nederlandse democratie. Historische en sociologische waarnemingen. Met Jos de Beus en Piet de Rooy. Amsterdam : Mets & Schilt.
- 2012. Ontsporing van geweld: Het Nederlands-Indonesisch conflict. Met W.J. Hendrix, Vierde herziene druk, Walburg Pers, Zutphen